# Drosera pilosa
Drosera pilosa är en sileshårsväxtart som beskrevs av Arthur Wallis Exell och Laundon. Drosera pilosa ingår i släktet sileshår, och familjen sileshårsväxter.
Artens utbredningsområde är:
- Kamerun.
- Guinea.
- Kenya.
- Tanzania.

Inga underarter finns listade i Catalogue of Life.